# Annette Thoma
Annette Thoma (* 23. Januar 1886 in Neu-Ulm (nach anderen Angaben in Ulm); † 26. November 1974 in Ruhpolding; gebürtig Annette Schenk) war eine deutsche Volksliedpflegerin und ist als Schöpferin der „Deutschen Bauernmesse“ bekannt.

## Leben
Sie studierte Englisch und Französisch. Nach ihrer Eheschließung mit dem Maler Emil Thoma lebte sie in Riedering (Kreis Rosenheim). Aus der Ehe sind zwei Töchter namens Brigitte (1911–2003) und Gertraud hervorgegangen. 
Ihre Deutsche Bauernmesse, die den bekannten Andachtsjodler (1830 in Sterzing aufgezeichnet) zitiert, wurde erstmals am 29. Juni 1933 in der „Badkapelle“ in Wildbad Kreuth von den Riederinger Sängern aufgeführt. Das Werk fand weite Verbreitung und führte zur Renaissance des geistlichen Volksliedes in Bayern. Annette Thoma arbeitete bei der Pflege des baierischen Volksliedes eng mit Kiem Pauli zusammen, den sie 1930 kennengelernt hatte. Von ihr stammen auch die Texte für das erste 1946 durchgeführte Salzburger Adventsingen.

## Werke und Veröffentlichungen
- Deutsche Bauernmesse, 1933
- Das Volkslied in Altbayern und seine Sänger. München, 1952
- Wittelsbach. Schongau, 1954
- Franz von Sales und Johanna Franziska von Chantal. München, 1960
- Die kleine Messe. München, 1972
- Passions- und Osterlieder aus dem bairisch-alpenländischen Raum. Bayerischer Landesverein für Heimatpflege. München, 1973
- Bei uns. Rosenheim, 1974
- In Nacht und Dunkel. München, 1975
- (mit Rubenberger Sepp): Marienkantate, München, 1979
- CD Inntaler Sänger, Alpacher Bläser: Die Bauernmesse von Annette Thoma. Geistliche Lieder und Weisen. Österreichischer Rundfunk (ORF) und Bogner Records 1990

## Auszeichnungen
- 1952: Verdienstkreuz am Bande der Bundesrepublik Deutschland
- 1964: Bayerischer Verdienstorden
- 1974: Bayerischer Poetentaler